# Ostermunzel
Ostermunzel è una frazione (Ortsteil) della città di Barsinghausen, nel land della Bassa Sassonia, in Germania.

## Storia
Già comune autonomo nel circondario di Linden, passò a quello di Hannover nel 1932; fu soppresso e incorporato a Barsinghausen il 1º marzo 1974.